# Порођај у ванболничким условима
Порођај у ванболничким условима једна је од медицинских процедура у ургентој медицини на терену, у оквиру које лекар код породиље мора да процени да ли је у питању започети порођај који се мора хитно завршити јер не постоји довољно времена да се породиља транспортује до адекватне стационарне установе. Одлуку лекар доноси на основу података добијених анамнезом од породиље, физичким и акушерским прегледом.
Порођај на терену представља хитан позив првог реда хитности. Може се десити случајно, било где, на путу до болнице или у кући. Ванболничку порођај је пракса неједнако заступљена у свету, јер се нпр. у Холандији више од 30% жена порађа код куће у присуству бабице. Све лошија социо-економска ситуација у многим земљама света, недоступност здравствене заштите и здравственог осигурања, недовољна образованост и здравствена просвећеност неки су од разлога због којих се у будућности очекује пораст броја ванболничких порођаја. Правно гледано, иако је број жена опредељених за порођај ван болнице и даље значајно мањи од оних које се желе породити у болници, питање слободе избора и ускраћивање тог избора, кључни је аспект о коме медицинска етика понекад нема јасан став.

## Индикације
Порођај у теренским условима оправдан је само када се:
- рађање новорођенчета очекује у наредних 5 минута,
- када је болница недоступна (у ванредним условима)
- када не постоји могућност правовременог транспорта у болницу.

Порођај у теренским условима није оправдан, а породиља се транспортује у адекватну акушерску установу:
- уколико се нормалан порођај не очекује у наредних 20 минута (тј ако је размак између трудова дужи од 5 минута, јер се сматра да има довољно времена да се породиља транспортује у болницу)
- када се ради о порођају високог ризика као што су: превремени порођај, карлична презентација плода и зелена меконијална плодова вода.

## Знаци који указују на могући порођај у ванболничким условима
Знаци који указују на могућност порођаја на терену су:
Јачина и карактер контракција
Контракције које се јављају на више од два минута и трају до 60 секунди, као и осећај нагона на велику нужду или осећај константног притиска нананже који трудница не може контролисати – указују да је порођај у току.
Пуцање водењака и отицање плодове воде
Спонтано прснуће или намерно прокидање водењака узрокује отицање плодове воде и тиме ретракцију зида материце око плода и појаву контракција материца, што указује на почетак порођаја.
Време прскања водењака
Боја и мирис плодове воде
Зелена меконијска плодова вода је упозоравајући знак да се мора што пре обавити транспорт у адекватну болницу или ако ситуација налаже, порођај се мора обавити у теренским условима.
Појава крварења
Појава крваве слузи је знак скорог порођаја. Јаче крварење захтева посебан приступ јер указује на могућност предљачеће постељице или абрупције плаценте
Види се или палпира предњачећи део плода

## Основна начела
- Током порођаја у ванболничким условима, мора се применити принцип асепсе и антисепсе у највећој могућој мери који се може остварити у датим условима на терену
- Комплет за порођај и опрема (аспиратор, сет за реанимацију новорођенчета, портабилна боца са кисеоником) пре почетка порођаја морају да буду на дохват руке медицинском лицу, које започиње порођај.[1]

## Специфичности
Порођај плода са меконијалном плодовом водом затева посебан третман. Чим се породи главица, пре рађања рамена, катетером се врши аспирираја уста и носа плода. Исти поступак поновља се након порођаја, пре првог удисаја новорођенчета.
Густа меконијална плодова вода код депримираног плода захтева ендотрахеалну интубацију и аспирацију.
Порођај близанаца, захтева да се после рађања првог, одмах подвезује и пресеца пупчаник у циљу превенције искрварења другог близанца. Ако се други близанац не роди у року од 10 минута, породиља се са првим близанцем и плацентом мора у најкраћем времену транспортовати у адекватну болницу.
Непосредно по порођају мора се забележити време порођаја и извршити оцена виталности плода по Апгару (дисање, срчана акција, мишићни тонус, рефлекси и боја коже – оцене су 0, 1, 2 по сваком параметру). Апгар скор у првој и петој минути након порођаја уписује се у медицинску документацију мајке.

## Припрема за порођај на терену
Припрема за порођај на терену обухватају следећи скуп мера и поступака:
- У зависности од температуре у соби или санитетском возилу, обезбедити да се просторија по могућности загреје како би се створила адекватна температура за порођај.
- Ако се порођај обавља на јавном месту, лекар мора осигурати приватност породиљи.
- Пре порођаја породиља се поставља да лежи на леђима са размакнутим ногама, савијеним у коленима и ослоњеним стопалима на подлогу.
- Ако се порођај обавља у санитетском возилу, породиља се поставља на носила тако да ногама буде окренута ка предњем делу возила (тако се добија више простора за обављање порођаја).
- Испод карлице породиље поставља се јастуче и чиста компреса како би карлица за 5-10 cm била подигнута (такав положај олакшава рађање рамена).
- Пре порођаја пласирати интравенску канилу минималне величине 18 G, инфузиони систем и инфузиони раствор 0,9% NaCl од 500 ml са протоком 20 капи у минуту.
- Пре порођаја мора се припремити стерилан сет за порођај, аспиратор са најмањим промером аспирационог катетер, портабилна боца са кисеоником и маском за кисеоник полуотвореног типа, стерилне гумене рукавице.
- Пре порођаја такође се мора припремити сет за реанимацију новорођенчета (самоширећи реанимациони балон са маском, ендотрахеални тубус и ларингоскоп).
- Породиљи се укратко мора објаснити да треба да сарађује, да дише на уста а да приликом почетка контракције дубоко удахне, напне се и дуго, колико може да издржи и врши напињање као приликом вршења велике нужде.
- Пре порошаја уринарним катетером на којем је постављена уринарна кеса, пожељно је испразнити мокраћну бешику.

## Опрема за порођај на терену
У сваком санитетском возилу којим користи екипа која указује медицинску помоћ на терену, мора бити комплетан сет за порођај који садржи:
Стерилан сет за порођај: 
- 2 пара гумених рукавица 41
- 2 права пеана
- 2 крива пеана - маказе хируршке праве, тупо-тупе
- 3 клипсе или траке за подвезивање пупчаника (јер се може догодити да клипса не стегне пупчаник добро па треба поставити још једну клипсу или траку)
- 4-6 памучних пелена (за брисање и утопљавање новорођенчета)
- две компресе 90x90 цм (за подметање испод карлице породиље)
- две газе 25x15 цм (за заштиту међице)
- 4 тампона (за чишћење очију и уста новорођенчета, за преглед раздераног порођајног пута)

Пластична кеса
Пластична кеса служи да се у њу стави постељица.
Женски уринарни катетер
Катетер са уринарна кесом намењен је заза испуштање мокраће пре порођаја.